# 902 Probitas
902 Probitas
902 Probitas là một tiểu hành tinh quay quanh Mặt Trời. Nó được phát hiện bởi nhà thiên vănh ọc người Úc Johann Palisa ở Vienna ngày 3 tháng 9 năm 1918.